# Rétroréflexion

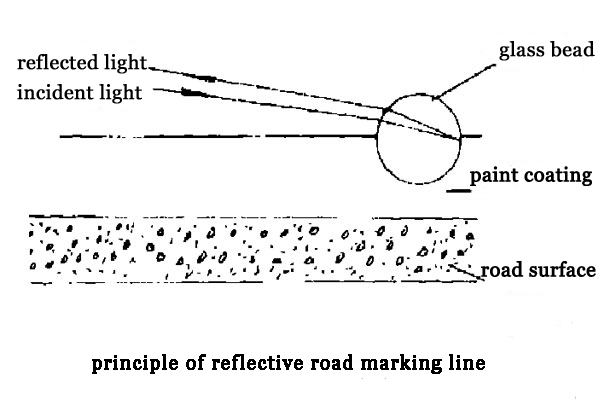
Principe de rétroréflexion d'un marquage routier

La rétroréflexion désigne la quantité de lumière renvoyée par un marquage appliqué sur la chaussée ou par un panneau de signalisation.
Elle est caractérisée par le coefficient de luminance rétroréfléchie qui s'exprime en millicandelas par mètre carré et par lux.